# Рутвянка
Ру́твянка — село в Україні, в Коростенському районі Житомирської області. Населення становить 83 особи. Входить до складу Малинської міської громади.

## Населення

### Мова
Розподіл населення за рідною мовою за даними перепису 2001 року:
| Мова       | Кількість | Відсоток |
| ---------- | --------- | -------- |
| українська | 82        | 98.8%    |
| російська  | 1         | 1.2%     |
| Усього     | 83        | 100%     |